# Catedral de Guarda
La catedral de Guarda o Nuestra Señora de la Consolación (Guarda, Portugal) fue erguida por Sancho I de Portugal tras el pedido al papa Inocencio III de transferir la diócesis de Egitania para la nueva ciudad de Guarda. De la construcción original, de estilo románico, nada queda. Fueron, sin embargo, encontrados algunos vestigios que apuntan hacia un edificio simple. Pertenece a la diócesis de Guarda.

## Historia

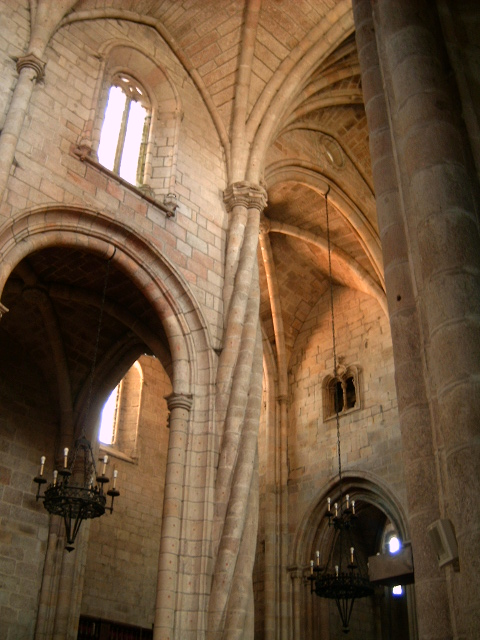
Vista del interior.

La historia de la Catedral de Guarda comienza en 1199, cuando el rey Sancho I obtuvo permiso del Papa para trasladar la sede del obispado de la cercana Egitania (Idanha-a-Velha) a Guarda. El primer edificio catedralicio, de estilo románico, pronto fue sustituido por otra iglesia construida en el lugar que hoy ocupa la Iglesia de la Misericordia de Guarda. Esta segunda catedral, de modestas proporciones y construida en el siglo XIII, fue derribada en la segunda mitad del siglo XIV cuando las murallas de la ciudad de Guarda fueron reforzadas por el rey Fernando I durante las guerras con Castilla.
Sería mandada construir por Sancho II de Portugal una segunda catedral, en el local donde se sitúa la actual Iglesia de la Misericordia, concluida en el siglo XIV, pero más tarde destruida después de la reforma de Fernando I de Portugal de las murallas, por situarse fuera de ellas.
La construcción actual de la Catedral de Guarda se remonta a finales del siglo XIV, ya en el reinado de Juan I de Portugal, por iniciativa del obispo Vasco de Lamego, partidario de la casa de Avis durante la crisis dinástica. Las obras se iniciaron lentamente y sólo en el reinado de Juan III de Portugal serían concluidas ya en pleno siglo XVI.
La historia de la catedral tuvo un periodo importante en su conservación, en el siglo XIX, en 1898 el arquitecto Rosendo Carvalheira restauró el edificio, ejecutando así uno de los más importantes proyectos de restauración, por lo que es notable el estado de conservación de la catedral.

## Descripción
A principios del siglo XV se construyó el ábside y se inició la nave en estilo gótico. En esta primera etapa las obras estuvieron influenciadas por el Monasterio de Batalha, que se estaba construyendo en la misma época. La construcción de la Catedral avanzó lentamente durante la segunda mitad del siglo.
Se trata de uno de los monumentos portugueses de los últimos tiempos del gótico con evidencias claras de la influencia manuelina.
La catedral de Guarda está clasificada como Monumento Nacional desde 1907.